# Aintree Motor Racing Circuit
Aintree Motor Racing Circuit je závodní okruh poblíž obce Aintree ve Velké Británii. Okruh by postaven v roce 1954. Pětkrát se zde konala Grand Prix Velké Británie (v letech 1955, 1957, 1959, 1961 a 1962).
Okruh byl vybudován v prostoru dostihového závodiště Aintree Racecourse, na kterém se každoročně koná Grand National (Velká národní steeplechase). Má délku 4,828 km a trať je relativně rovná, s převýšením do asi 30 metrů. Okruh využívá stejné tribuny jako koňské dostihy.

## Formule 1
| No. | Rok  | Jezdec                    | Konstruktér | Motor    | Pneu | Čas         | Délka kola | Počet kol | Rychlost     | Datum        |
| --- | ---- | ------------------------- | ----------- | -------- | ---- | ----------- | ---------- | --------- | ------------ | ------------ |
| 1   | 1955 | Stirling Moss             | Mercedes    | Mercedes | C    | 3:07:21,2 h | 4,828 km   | 90        | 139,155 km/h | 16. červenec |
|     |      |                           |             |          |      |             |            |           |              |              |
| 2   | 1957 | Tony Brooks Stirling Moss | Vanwall     | Vanwall  | P    | 3:06:37,8 h | 4,828 km   | 90        | 139,695 km/h | 20. červenec |
|     |      |                           |             |          |      |             |            |           |              |              |
| 3   | 1959 | Jack Brabham              | Cooper      | Climax   | D    | 2:30:11,6 h | 4,828 km   | 75        | 144,653 km/h | 18. červenec |
|     |      |                           |             |          |      |             |            |           |              |              |
| 4   | 1961 | Wolfgang von Trips        | Ferrari     | Ferrari  | D    | 2:40:53,6 h | 4,828 km   | 75        | 135,034 km/h | 15. červenec |
| 5   | 1962 | Jim Clark                 | Lotus       | Climax   | D    | 2:26:20,8 h | 4,828 km   | 75        | 148,456 km/h | 21. červenec |